# T-staart

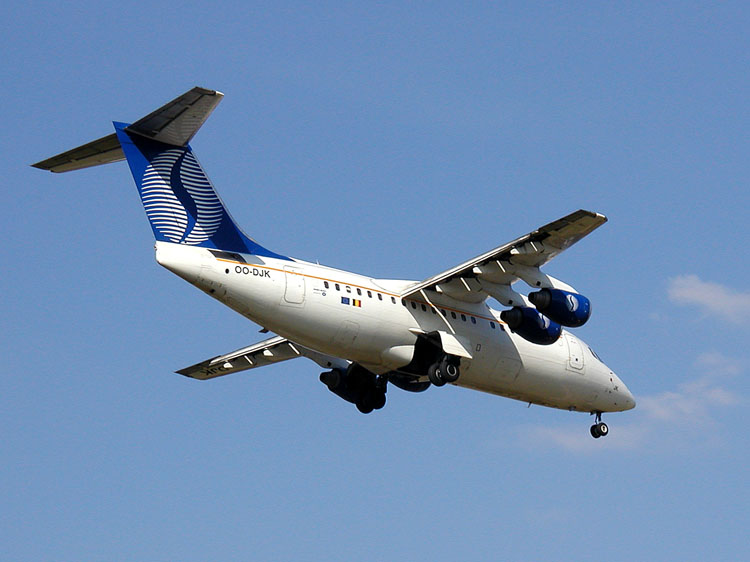
Een T-staart British Aerospace Avro RJ-85 van SN Brussels Airlines (België)

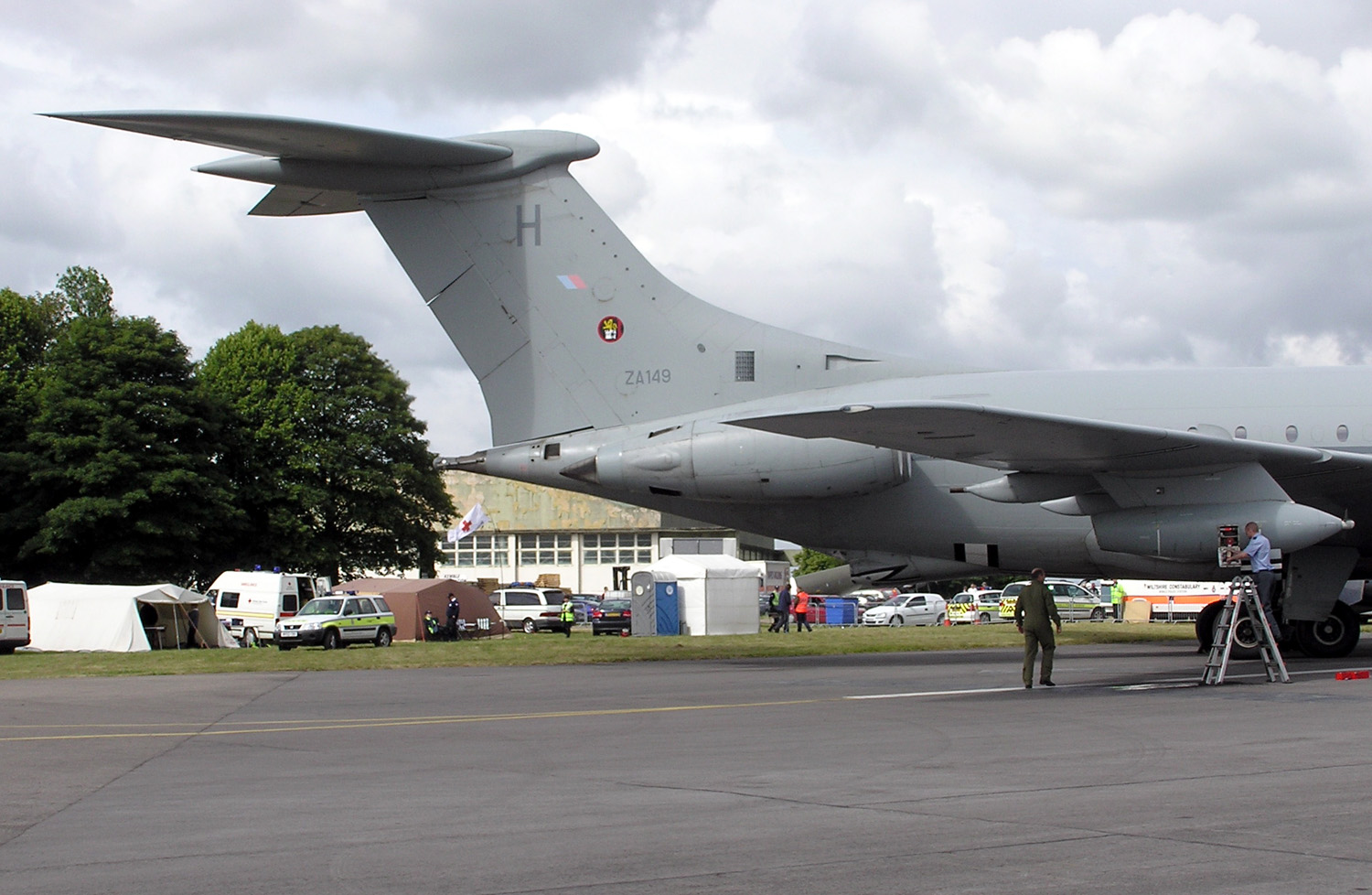
Een voorbeeld van een T-staart

De T-staart is een speciale configuratie van de staart van een vliegtuig. Het stabilo bevindt zich dan boven op het kielvlak, en niet onderaan zoals dat gebruikelijk is bij de meeste vliegtuigen.
Bekijkt men  het vliegtuig van voren of van achteren, dan vormen kielvlak en stabilo de letter T, vanwaar de naam.
Dit ontwerp heeft voordelen en nadelen:

## Voordelen
- Het stabilo wordt uit de luchtwervelingen die ontstaan door de vleugels gehouden, waardoor het vliegtuig gemakkelijker te besturen is. Vooral bij lage snelheden is dit een groot voordeel. STOL-vliegtuigen hebben vaak deze staartconfiguratie, omdat het hoogteroer effectiever is. Dit komt doordat de afstand van het hoogteroer tot het draaipunt vergroot wordt en daardoor het moment groter wordt.
- De afstand tussen het zwaartepunt en het stabilo wordt vergroot, waardoor het vliegtuig gemakkelijker is te besturen. En er kunnen kleinere en lichtere stuurvlakken gebruikt worden om hetzelfde effect te bereiken.
- Het stabilo zit hoog boven de romp. Daardoor kunnen achteraan de romp motoren worden geplaatst, zonder dat het stabilo in de uitlaat van de motoren komt. Daarom hebben vrijwel alle vliegtuigen met de motoren achterop een T-staart. Voorbeelden zijn de Douglas DC-9, Fokker 100 en Tupolev Tu-154.

## Nadelen
- Het vliegtuig kan in een deep stall geraken. Dat wil zeggen dat tijdens een overtrek de vleugels een luchtstroom creëren die ervoor zorgt dat het hoogteroer onbruikbaar wordt.
- De staartconstructie moet verstevigd worden, wat het gewicht en dus het brandstofgebruik van het toestel verhoogt .
- De bedieningsmechanismen zijn veel complexer doordat ze helemaal naar de top van de staart geleid moeten worden.

## Compromissen
Er zijn ook compromissen te maken; een voorbeeld hiervan is de Sud Aviation Caravelle waar de besturingsorganen halverwege het kielvlak geplaatst zijn. Deze uiterst zeldzame configuratie wordt ook wel de X-staart of kruisstaart genoemd.